# La Mazière-aux-Bons-Hommes
La Mazière-aux-Bons-Hommes är en kommun i departementet Creuse i regionen Nouvelle-Aquitaine i de centrala delarna av Frankrike. Kommunen ligger i kantonen Crocq som tillhör arrondissementet Aubusson. År 2022 hade La Mazière-aux-Bons-Hommes 56 invånare.

## Befolkningsutveckling
Antalet invånare i kommunen La Mazière-aux-Bons-Hommes
Referens:INSEE